# أريغارون أوليمبي
أريغارون أوليمبي (الاسم العلمي:Erigeron olympicus) هو نوع من النباتات يتبع جنس الأريغارون من الفصيلة النجمية.